# Draaicirkel (schip)
De draaicirkel van een schip is de weg die wordt afgelegd door het draaipunt van het schip, als het een bocht van 360° maakt.

## De manoeuvre
Wanneer men aan boord van een vaartlopend schip het roer over een bepaalde boeg legt, zal het schip na korte tijd zijn oorspronkelijke koers verlaten en gaan draaien naar de zijde waarover het roer wordt verlegd. Daarbij treedt vaartverlies op. Het schip wordt aanvankelijk in zijn geheel gedrukt naar de tegengestelde zijde. Vervolgens wordt de oorspronkelijke koerslijn gekruist en de kromming van de baan neemt toe, totdat uiteindelijk het schip zich met een constante vaart en draaisnelheid in een ongeveer cirkelvormige baan beweegt. De cirkel die het draaipunt beschrijft wordt draaicirkel genoemd.
Het draaien van een schip bestaat uit drie fases: een manoeuvreerfase, een evolutionaire fase en een stationaire fase. 
De manoeuvreerfase slaat op het tijdsinterval waarin het roer wordt gedraaid. De evolutionaire fase begint op het moment waarop het roer in een constante hoek wordt gehouden. Tijdens deze twee fases is de weg van het draaipunt van het schip een kromme lijn. Wanneer wordt overgegaan op de stationaire fase, beschrijft het draaipunt van het schip een cirkel.

## Elementen van de draaicirkel
- Draaipunt: het punt dat in theorie niet deelneemt aan de draaibeweging (bij een stilliggend schip is het draaipunt = het zwaartepunt)
- Kick: afwijking van het schip ten gevolge van de roerkrachten (in tegenovergestelde richting van de roeruitslag in het begin van de manoeuvre).
- Draai diameter (steady-turning diameter): na de eerste toepassing van het roer is er een periode van voorbijgaande beweging, maar uiteindelijk bereiken de snelheid, de drift hoek en draaidiameter stabiele waarden. Dit gebeurt meestal na ongeveer 90° verandering in koers, maar in sommige gevallen wordt dit pas bereikt na een koerswijziging van 180°. (De draai diameter is meestal minder dan de tactische diameter)
- Tactische diameter (the tactical diameter): de waarde van de overdracht wanneer het schip haar koers met 180° heeft gewijzigd. Het is niet de maximale waarde van de overdracht.
- Overdracht (the transfer): de afgelegde weg door het draaipunt die loodrecht op de oorspronkelijke bewegingsrichting staat. (m.a.w. bij een koersverandering van 90°)
- Advance: de afstand, in de oorspronkelijke bewegingsrichting gemeten, die het draaipunt van een schip aflegt tijdens een draaicirkelproef, vanaf het moment van roergeven totdat het schip een hoekverdraaiing van 90° heeft volbracht.